# Mursko Središće
Mursko Središće (mađ.: Muraszerdahely) je grad u sjevernoj Hrvatskoj.
Mursko Središće je povezano prometnicama prema Čakovcu, Podturnu i prema Sv. Martinu na Muri te graničnom prijelazu prema Sloveniji.

## Gradska naselja
Grad se sastoji od 5 naselja (stanje 2006.), a to su: Hlapičina, Križovec, Mursko Središće, Peklenica i Štrukovec.

## Zemljopis
Mursko Središće je najsjeverniji grad u Hrvatskoj smješten na 46* 30' i 49 sjeverne zemljopisne širine i 16* 26' i 38 istočne zemljopisne dužine, na nadmorskoj visini od 160 m.
Susjedne općine su Podturen, Sveti Martin na Muri, Selnica, Vratišinec i grad Čakovec u Republici Hrvatskoj te grad Lendava u Republici Sloveniji.

## Promet
Mursko Središće je prometno jako opterećeno jer se u samom centru nalazi granica sa Slovenijom, time je i promet,
pogotovo ljeti kad navale strani turisti, opterećen. Traži se već duže vrijeme rješenje koje bi promet kroz 
Mursko Središće reduciralo, a najbolje rješenje bi bilo još jedan granični prijelaz koji bi riješio problem Murskog Središća.
Podturen koji je udaljen 10 km bi bio idealan granični prijelaz po tome jer graniči sa Slovenijom i Mađarskom te se može lakše doći do dogovora sa Slovencima ili Mađarima. O toj se temi već raspravljala u Budimpešti i u Hrvatskoj Vladi.

## Stanovništvo
Grad Mursko Središće zauzima površinu od 34 kvadratnih kilometara. Na njegovom području su još mjesta Štrukovec, Hlapičina, Peklenica i Križovec (također pripadaju Upravi Murskog Središća). Na tom području živi više od 7200 stanovnika. Gustoća stanovnika je 214 stanovnika na kilometar kvadratni.
| broj stanovnika | 2211  | 2416  | 2710  | 3069  | 3435  | 3682  | 4062  | 4630  | 5207  | 5671  | 5878  | 6483  | 6421  | 6631  | 6548  | 6307  | 5855  |
|                 | 1857. | 1869. | 1880. | 1890. | 1900. | 1910. | 1921. | 1931. | 1948. | 1953. | 1961. | 1971. | 1981. | 1991. | 2001. | 2011. | 2021. |

| broj stanovnika | 939   | 1009  | 1112  | 1240  | 1420  | 1474  | 1630  | 1707  | 1975  | 2241  | 2389  | 2691  | 2995  | 3331  | 3322  | 3444  | 3321  |
|                 | 1857. | 1869. | 1880. | 1890. | 1900. | 1910. | 1921. | 1931. | 1948. | 1953. | 1961. | 1971. | 1981. | 1991. | 2001. | 2011. | 2021. |

## Uprava
Mursko Središće postalo je grad 22. ožujka 1997. godine.

## Povijest
Mursko Središće se već uz Prelog, Čakovec, Nedelišće, Štrigovu i Podturen već 1638. – 1698. god. ubraja među 6 gradskih naselja u Međimurju. 
Mursko Središće spada među najstarija naselja u Međimurju jer se crkva sv. Martina spominje već 1334. godine (Sancti Martini in Zredysche). Povjesničari (Kukuljević) drže da je tu već u rimsko doba postojalo naselje zvano Halikan (latinski: Halicanum), kao važna postaja na rimskoj cesti Poetovio (Ptuj) – Carnuntum (Petronell između Beča i Bratislave). 
Kao važno trgovište spominje se 1477. godine. Ne zna se kakvo je zlo zadesilo mjesto 1501. godine, jer se do tada još mjesto spominje kao župa, a kasnije se pripojava župi Selnica. Godine 1650. mjesto ima naziv Mura Zerdahel. U kanonskim vizitacijama 1660. godine spominje se da je u mjestu kapela svetog Martina, da bi se 1716. g. prvi put spominjala kapela sv. Ladislava. Veću obnovu ta je kapela doživjela 1820. godine, kao župna crkva Marije Kraljice i Svetog Ladislava. Isprva je to bila građevina u gotskom stilu, uz Muru, no stradala je u poplavi 1690., pa je izgrađena nova, na uzvisini (uz cestu prema Sv. Martinu). 
Početkom prošlog stoljeća Mursko Središće se naglo razvija zahvaljujući cesti i željezničkoj pruzi Čakovec – Lendava, izgrađenoj 1889. godine, ali i eksploataciji nafte: već 1850. počinje eksploatacija u obližnjoj Selnici i Peklenici. To je pospješilo i izgradnju naftovoda Selnica – Mursko Središće 1901. godine, prvog u ovom dijelu Europe.
Nakon 1. svjetskog rata počinje eksploatacija ugljena. Isprva je to bilo u Peklenici, a onda i na području Murskog Središća. Godine 1925. započeli su radovi na otvaranju prve jame u Međimurju – Hrastinka 1. Rudari su bili dovedeni iz Slovenije. Iskorištavanjem ugljena bavilo se poduzeće "Kraljić i Majhen" koje je 1946. godine prešlo pod državnu upravu kada su osnovani "Međimurski ugljenokopi". Od osnivanja do zatvaranja 1972. godine iskopano je 4.593.961 tona ugljena ili prosječno 157.626 tona godišnje. Tijekom svoga postojanja rudnici su bili nositelji gospodarskog razvitka ne samo Murskog Središća, nego i ovog dijela Međimurja. Danas su od rudnika ostali navozi jalovine – "halde", spomenik rudaru u centru mjesta, te ime nogometnom klubu– Rudar, dok se jedan noćni klub naziva upravo Jama.

## Gospodarstvo
Od gospodarskih djelatnosti najznačajnija je industrija. Dominantne industrijske grane ovog područja su: tekstilna industrija, graditeljstvo i ugostiteljstvo. Najveći broj radno sposobnog stanovništva odlazi u Čakovec, koji je središte razvoja industrije i gospodarstva.
Prometni sustav našeg područja spada u dio glavne cestovne mreže Međimurja, a okosnica mu je državna cesta 209 Varaždin – Nedelišće – Čakovec – Šenkovec – Mursko Središće. 
Sljedeća po važnosti je županijska cesta Ž2003 GP Bukovje – Sv. Martin na Muri – Mursko Središće – Podturen, tzv. "Murska magistrala", koja povezuje naselja Murskog područja. Spomenute ceste se u zadnjih nekoliko godina obnavljaju, proširuju i uređuju te se pokušava uspostaviti optimalni uvjeti prometa.
Opskrba plinom je na području Međimurja veoma razvijena. Zanimljiv je podatak da je prvo plinificirano naselje u Međimurju bio grad Mursko Središće koji je imao distribuciju plina za 600 domaćinstava još 1956. godine. 
Vodoopskrbna i kanalizacijska mreža je razvijena u svim naseljima, s time da su u nekim naseljima mjesni vodoopskrbni sustavi. Postoji tendencija proširivanja i obnove dotrajalih vodova.
Elektroopskrba je također vrlo razvijena. Opskrbna mreža je pretežno zračna a na dijelovima i podzemna.
Odvoz otpada je riješen na razini lokalne samouprave, te svaka od općina ima uređenu sanitarnu deponiju na svom području, s time da je u planu zatvaranje istih te otvaranje centralne deponije za cijelu županiju.

## Poznate osobe
- Jakov Kostović, svećenik, književnik i prevoditelj (Drvenik 1895. – Mursko Središće 1974.)
- Karlo Mrazović (Gašpar), sudionik mađarske revolucije, španjolski borac, antifašist, narodni heroj NOB-a, veleposlanik FNRJ
- Ivo Šubić, glumac hrvatskog glumišta
- Josip Cizar, direktor ugljenokopa, direktor rudnika urana u Sloveniji
- Srećko Bogdan, dugogodišnji nogometaš zagrebačkog Dinama i njemačkog Karlsruhera

## Spomenici i znamenitosti
Župna crkva sv. Ladislava i Marije kraljice.

## Šport
- Nogomet – na području grada djeluje nekoliko nogometnih klubova, najstariji među njima je središćanski NK Rudar Mursko Središće.
- Košarka – KK Modeks Mursko Središće.
- Tenis  –  TK Mursko Središće
- Pikado
- Karate
- Planinarenje – Planinarsko društvo Bundek organizira izlete u bliže i one udaljenije planine, bilo da se radi o hodanju, vožnji biciklom, skijanju ili nekom drugom načinu provođenja slobodnog vremena u prirodi. Društvo organizira tradicionalni Vincekov pohod, svakog siječnja, u nedjelju koja je najbliža Vincekovom (22. siječnja).
- Biciklizam – u PD Bundek djeluje biciklistička sekcija
- Lov – Lovačko društvo "Zec"
- Ribolov – Sportsko ribolovno društvo Mura je najbrojnije Središćansko društvo s više od 500 članova. Osim rijeke Mure, gospodari s devet šljunčara na drugoj strani Mure (napolitanke) te s dva ribnjaka – u Selnici i u Zalešću.
- Šah
- Sportska rekreacija – Udruga sportske rekreacije "Sport za sve" brine za rekreaciju i tjelesno vježbanje.
- Motociklizam – "MC Miners"
- Atletika – Atletski klub "Mursko Središće"
- Amaterska radiogoniometrija –  Radio klub "Međimurje" 9A1CMS postiže odlične rezultate na području Hrvatske, Europe pa čak i cijelog svijeta